# Carl Friedrich Wilhelm Duncker
Carl Friedrich Wilhelm Duncker, född 25 mars 1781 i Berlin, död där 15 juli 1869, var en tysk förläggare. Han var far till Maximilian, Alexander och Franz Duncker.
Duncker grundade 1809 tillsammans med Peter Humblot (1779–1828) bokförläggarfirman Duncker & Humblot, vilken 1866, under oförändrat namn, övergick till Carl Geibel i Leipzig och senare innehades av dennes son och sonson. Nämnda förlag utgav bland annat Leopold von Rankes samlade arbeten, Allgemeine Deutsche Biographie och en mängd historiska och statsvetenskapliga verk. Åren 1837–1866 hade Duncker en framstående roll i Börsenverein der Deutschen Buchhändler, en i Leipzig baserad nationell sammanslutning av tyska bokhandlare och förläggare.